# Entrepotdok

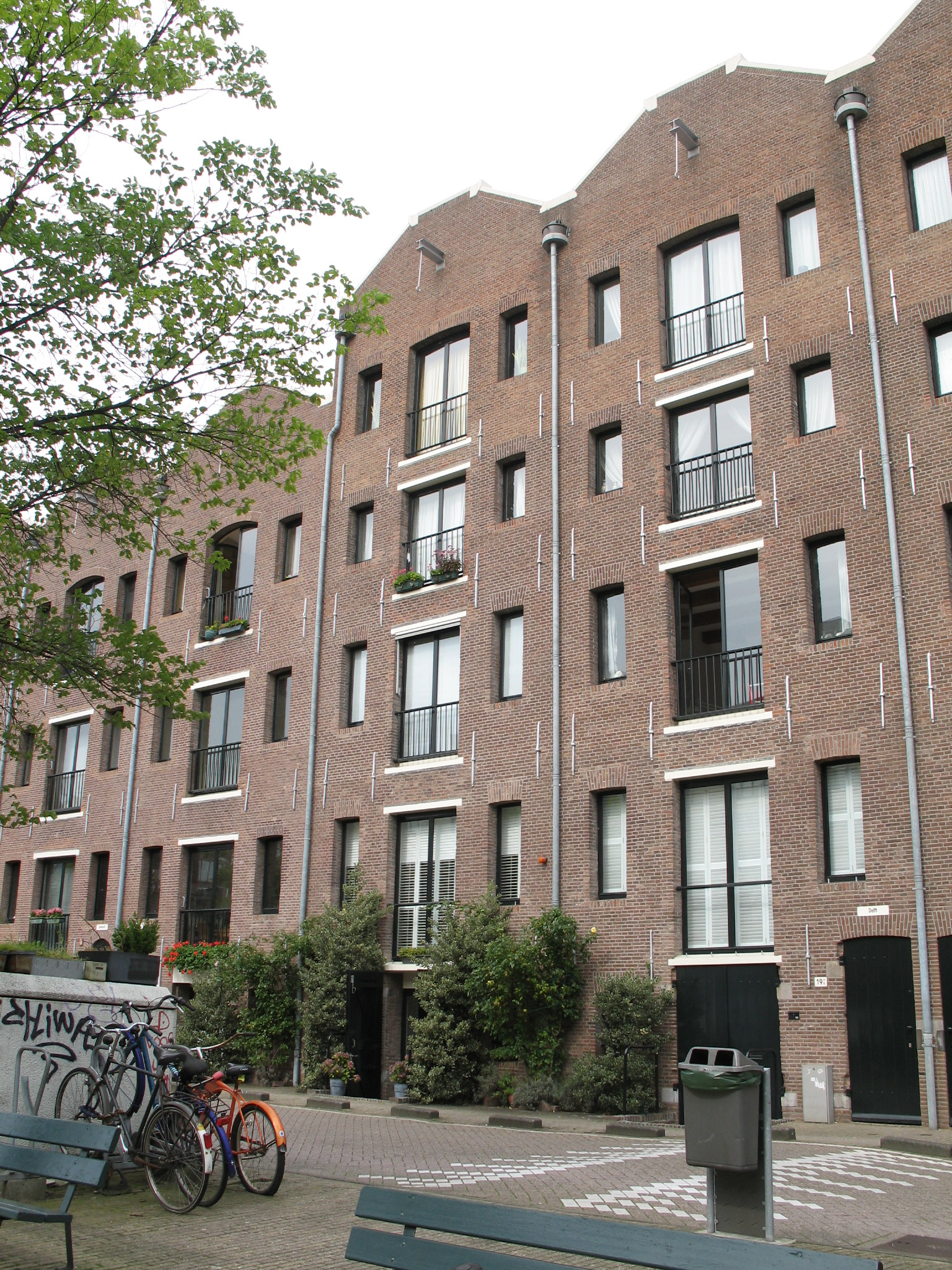
Amsterdam: edifici sull'Entrepotdok

L'Entrepotdok è un'area del porto di Amsterdam realizzata originariamente tra il 1827 e il 1840 e su cui si affacciano 84 storici magazzini del 1708-1829 che servivano la Compagnia olandese delle Indie orientali (VOC) e che nel XIX secolo costituivano il più grande complesso di magazzini d'Europa. I magazzini furono in seguito rimodernati negli anni ottanta del XX secolo e l'area trasformata in un complesso residenziale, con appartamenti, ristoranti, caffè ed uffici: l'opera costituisce uno dei primi esempi di ristrutturazione di una zona portuale in Europa.

## Ubicazione
L'Entrepotdok si trova ad est del centro cittadino, nei pressi del Werfmusem 't Kromhout e dello zoo Artis. 

## Storia
Il dok fu realizzato in due fasi, una che va dal 1827 al 1830 e e una seconda che va dal 1837 dal 1840.Il progetto iniziò con l'acquisto di 51 storici magazzini.
Tra il 1828 e il 1829, furono realizzati i maggazzini che vanno dal nr. 52 al nr. 78, progettati dall'architetto Jan de Greef (1784-1835). Allo stesso periodo risalgono anche i magazzini che vanno del nr. 30 al nr. 35 e che furono progettati da G. Moele jr. 
Nel dicembre del 1837, fu quindi intrapresa un'opera di ampliamento dell'Entrepotdok. 
Nel 1885, furono svuotati i primi tredici magazzini.
A partire dal 1970, furono presentati i primi progetti per riconvertire gli ex-magazzini.
Il progetto fu affidato all'architetto Joop van Stigt, alla Dageraad e alla PvdA e tra il 1982 e il 1984 furono consegnati i primi appartamenti.
|  |